# 蔡倫

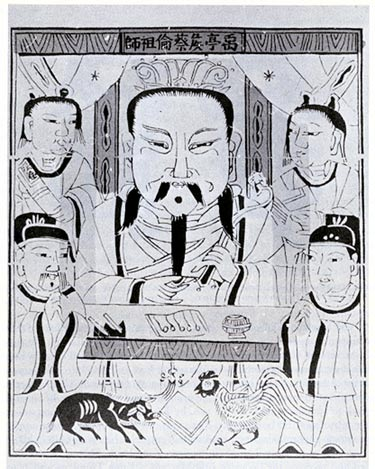
蔡倫

蔡 倫（さい りん、63年 - 121年）は、後漢の宦官。字は敬仲。荊州桂陽郡耒陽県に生まれた。
後漢時代、外戚と宦官の間で激しい権力闘争があったが、鄭衆と蔡倫はその初期の人物である。 
また、木の皮や竹、絹の布などに文字が書かれていた時代で製紙法を改良し、実用的な紙の製造普及に多大な貢献をした人物として知られている。

## 生涯
後漢の明帝の永平末年（75年）から宦官として宮廷に登用された。章帝時期には位の低い小黄門であったが、和帝即位後の89年には中常侍にまで登り詰めた。さらに誠実な人柄や学問や工作を好む点、また潔癖な身の振る舞いが評価され、97年には尚方令という役職を得た。これは剣などの武器類やさまざまな品物の製作監督や製造技術確立を任務とした。
元興元年（105年）、蔡倫は樹皮・麻クズ・破れた魚網などの廃棄物の材料を用いて紙を製造し、これを和帝に献上した。蔡倫の作った紙は優秀であったため、「蔡侯紙」と呼んで皆が使用した。従来、文章を記すのには竹簡、または絹織物（縑帛‐けんばく）製のもの（蔡倫以前はこれを「紙」と呼んだ）があったが、竹簡は重く、「紙」は高価であるという欠点があった。
蔡倫は和帝から厚い信頼を得、帷幄（いあく、国家計画を立案する重要な機関）にも加入し、しばしば諫言を奏上したともあった。また、儒者の劉珍などによる古典の校正作業を監督するなど、有能な文人臣下としての能力を発揮した。
しかし、蔡侯紙を献上した105年に和帝が没した。幼くして帝位を継いだ殤帝も1年で亡くなり、当時政治の実権を握っていた太后の鄧綏は、章帝の皇太子たる地位を廃され清河孝王となった劉慶の、当時13歳の息子の劉祜を安帝として擁立した。太后は摂政として、外戚と宦官を併用しつつ実権を握った。このような時期の114年、蔡倫は竜亭侯に封ぜられた。
権勢を振るった太后が121年に亡くなると、安帝は宦官の協力を得て鄧氏一族の粛清を実行に移した。計画が着々と進む中、安帝はまた父劉慶が皇太子を廃された理由を調査し、祖母の宋貴人が巫蠱の呪詛をしたという讒言により自殺に追い込まれたと突き止めた。そして、当時（82年）宋貴人の呪詛が事実であると報告をしたのが小黄門であった蔡倫だった。安帝は蔡倫に廷尉（刑罰担当長官）への出頭を勅命した。士大夫は礼を守り刑には及ばない（『礼記』）という考え方があり、廷尉出頭の勅命を帯びた使者は毒薬とともにこれを伝えるのが慣例であった。蔡倫もこれに従い、沐浴し衣服を整え、毒を飲んで死んだ。蔡倫が死亡した年月は諸説あるが、少なくともそれは太后が死亡した121年以降と考えられる。
現在の湖南省耒陽市郊外に蔡倫の墓と伝えられる場所があり、1950年代に地元の県が修復作業をしたところ、石臼が副葬品として見つかってこれが「蔡倫が紙を作った際に使った臼では？」との憶測が囁かれたが、真偽のほどは不明である。一方で、墓があった場所はかつての封地である現在の陝西省漢中市洋県龍亭鋪街とする説もある。

## 業績
かつて蔡倫は製紙法の発明者と評されていたが、前漢の遺跡から植物繊維由来の紙が発見され、現在では蔡倫は従来からの技術を集約統合し、実用的な紙の製造方法を定めた改良者と見なされている。ただし、前記の紙は銅鏡を包む包装紙であり、文字を記したものではなかった。またしかし2006年には、前漢時代（紀元前202年-紀元8年）に作られたとされる馬圏湾（マーチェンワン）遺跡で発掘された麻紙が、蔡倫より100年古いとされた。
蔡倫に続き紙の改良は続けられ、左伯が「左伯紙」を発明している。これらの紙は普及し、後漢以降の中国では優れた能書や詩文・論文などの輩出を大いに助け、やがてタラス河畔の戦いを経てイスラムに伝わり、そこから西洋にも伝わり、文化の発展に貢献した。
崔寔『政論』には蔡倫の名を冠した弩や剣の名があげられており、紙以外に武器の発明も行ったらしい。

## 評価
蔡倫は宦官として偉大な功績を挙げた人物として、司馬遷・鄭和と共に後世から称揚された。中国では、特に伝統的な紙漉き職人たちの間で、蔡倫は紙の守護神として崇拝されている。
マイケル・H・ハートの「歴史を創った100人」という著書において、蔡倫は第7位であった。
陝西省漢中市洋県には蔡倫博物館があり、蔡侯紙が復元製造・販売されている。